# Маније Манилије
Маније Манилије био је римски конзул и војсковођа најпознатији по учешћу у Трећем пунском рату.

## Биографија
Маније Манилије учествовао је у опсади Картагине која је резултирала сломом државе. Године 155. п. н. е. је као протоконзул учествовао у Лузитанском рату на Иберијском полуострву. За конзула је изабран 149. године п. н. е. Приликом опсаде Картагине није имао успеха па је 148. године п. н. е. смењен Сципионом Емилијаном. Под Емилијановим вођством Римљани освајају и уништавају Картагину, а преживеле становнике одводе у ропство. О Манијевом каснијем животу нема историјских података. 